# N’Zi-Comoé
N’Zi-Comoé ist eine ehemalige Verwaltungsregion der Elfenbeinküste mit der Hauptstadt Dimbokro.

## Bevölkerung
Einer Schätzung von 2007 zufolge hat N’Zi-Comoé ca. 1.038.166 Einwohner und somit bei einer Fläche von 19.560 km² eine Bevölkerungsdichte von 53 Einwohnern pro km². Bei der letzten Volkszählung im Jahr 1988 wurden 556.565 Einwohner gezählt.

## Geographie
N’Zi-Comoé liegt im Osten der Elfenbeinküste und grenzt im Norden an Vallée du Bandama und Zanzan, im Osten an Moyen-Comoé, im Süden an Agnéby und Lagunes und im Westen an Lacs. Die Region ist in die fünf Départements Bocanda, Bongouanou, Daoukro, Dimbokro und M’Bahiakro eingeteilt.